# Iris × hollandica
Az Iris × hollandica az egyszikűek (Liliopsida) osztályának spárgavirágúak (Asparagales) rendjébe, ezen belül a nősziromfélék (Iridaceae) családjába tartozó hibrid dísznövény, amely az Iris tingitana és az Iris xiphium kereszteződéséből jött létre.

## Története
Az Iris × hollandica portugál, spanyol és észak-afrikai nősziromfajok keresztezéséből és nemesítéséből jött létre; főleg az Iris xiphium spanyol praecox és portugál lusitanica változatait használták fel. Ez a 19. században kezdődött, a hollandiai Haarlemben. Mivel az üvegházakban elég korán kezd virágzani, hamarosan közkedvelté vált. Az 1900-as évektől egyéb nősziromfajokat és változatokat is vegyítettek beléje. A második világháború után Észak-Amerikába is átkerült. Az amerikaiak megnövelték a színváltozatok számát, azonban a legkedveltebbek a sárga árnyalatúak maradtak.

## Megjelenése
A növény hagymája körülbelül 10 centiméter átmérőjű, míg a szára akár 60 cm hosszú is lehet. A levelei vékonyak és zöld színűek. A virága nagy, és színezete a kéken és sárgán keresztül egészen a fehérig terjed. A virágnak nincs illata; az északi félgömbön májustól júniusig, míg a déli félgömbön szeptembertől októberig nyílik.

## Néhány termesztett változata
A legkedveltebb változatai a következők:
- 'Imperator' - sötétkék
- 'Wedgwood' - világoskék
- 'White Excelsior' - rövid növésű fehér
- 'Yellow Queen' - világossárga

## Képek

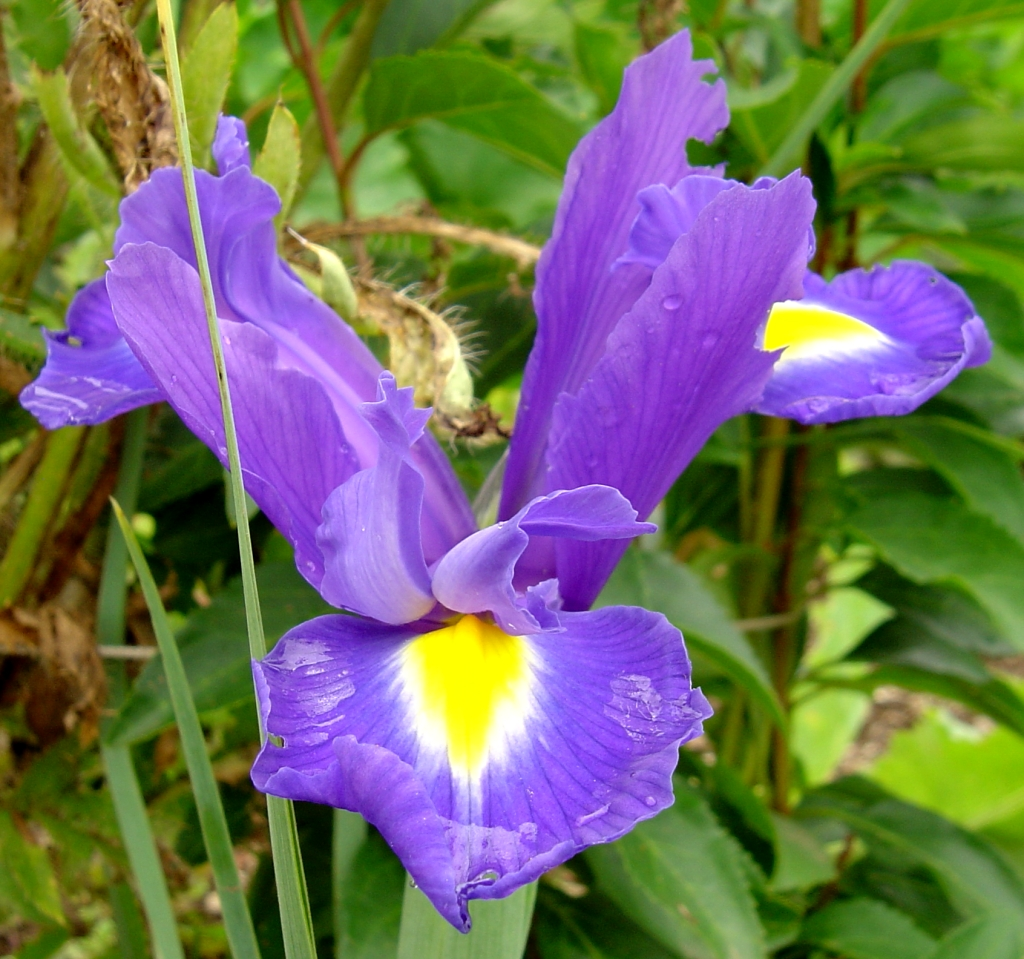
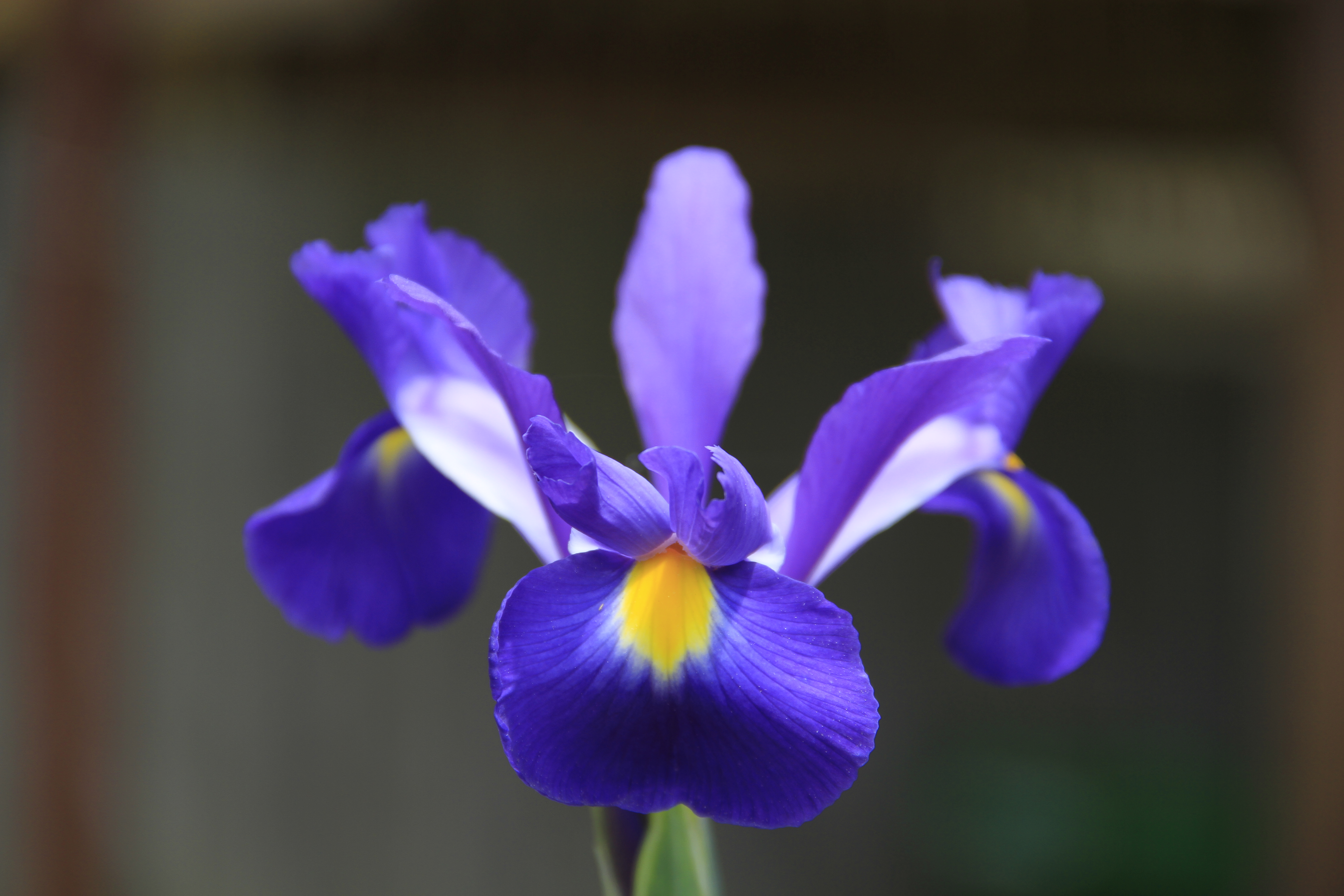
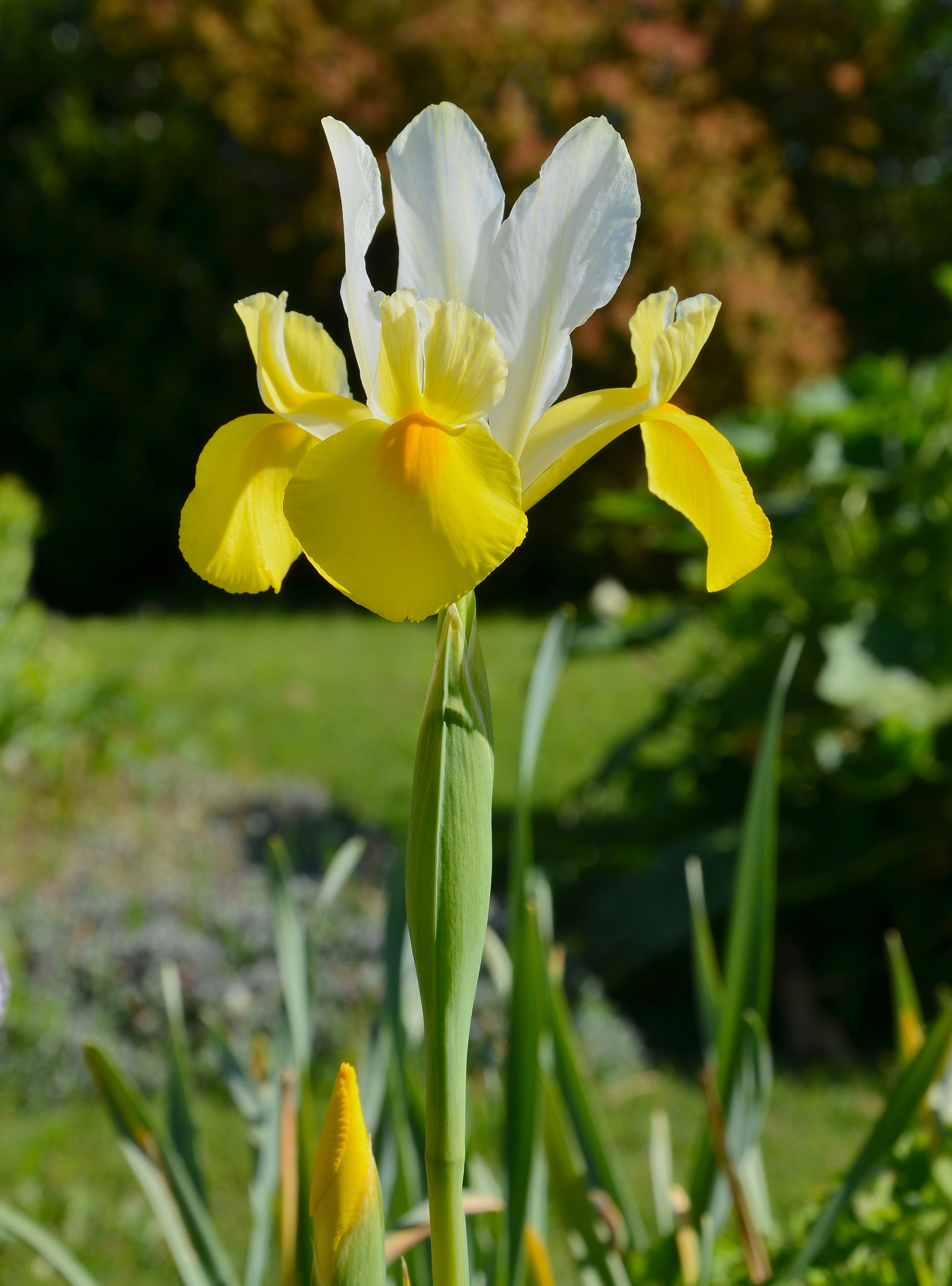
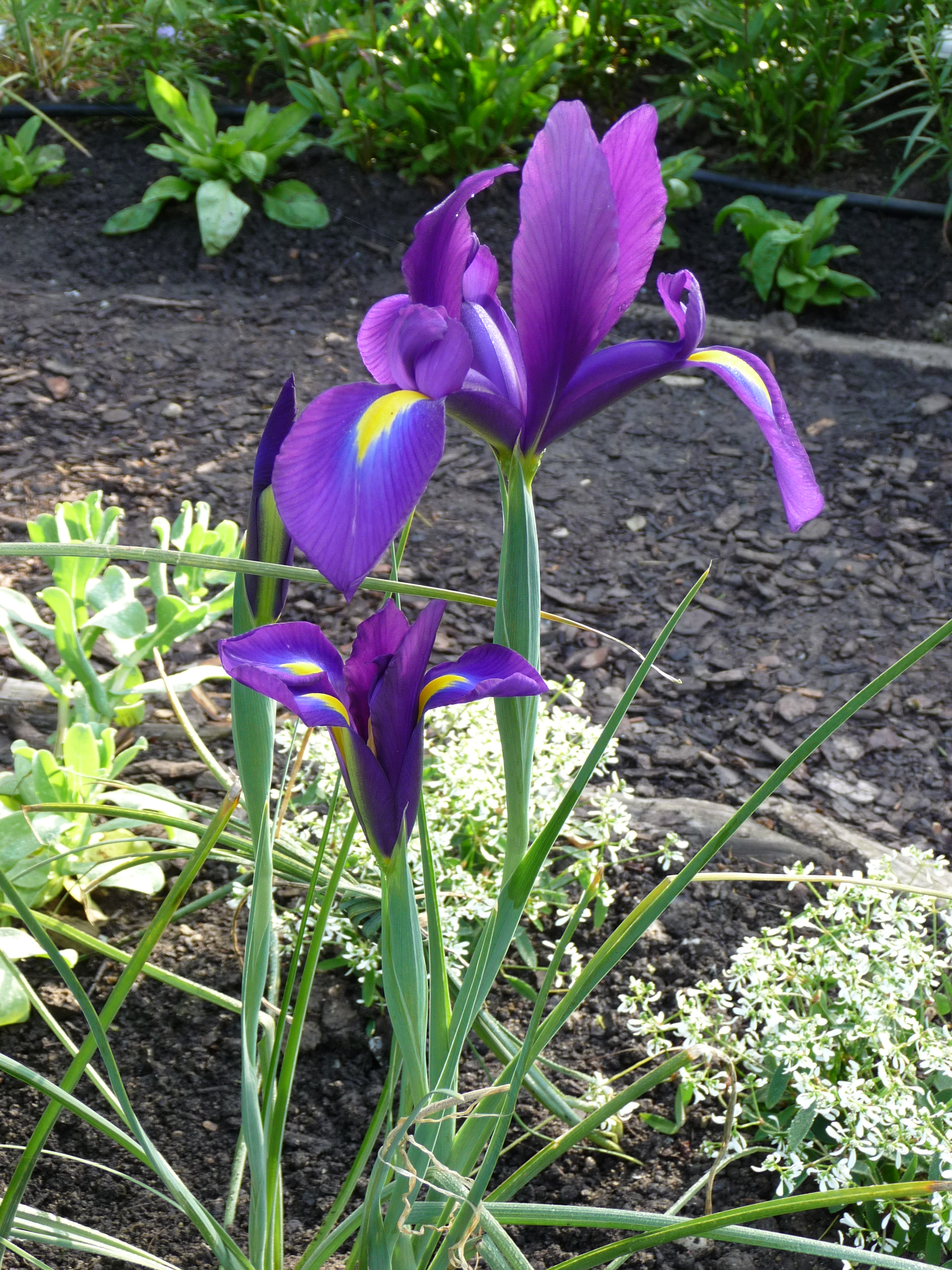
Iris 'Purple Sensation'
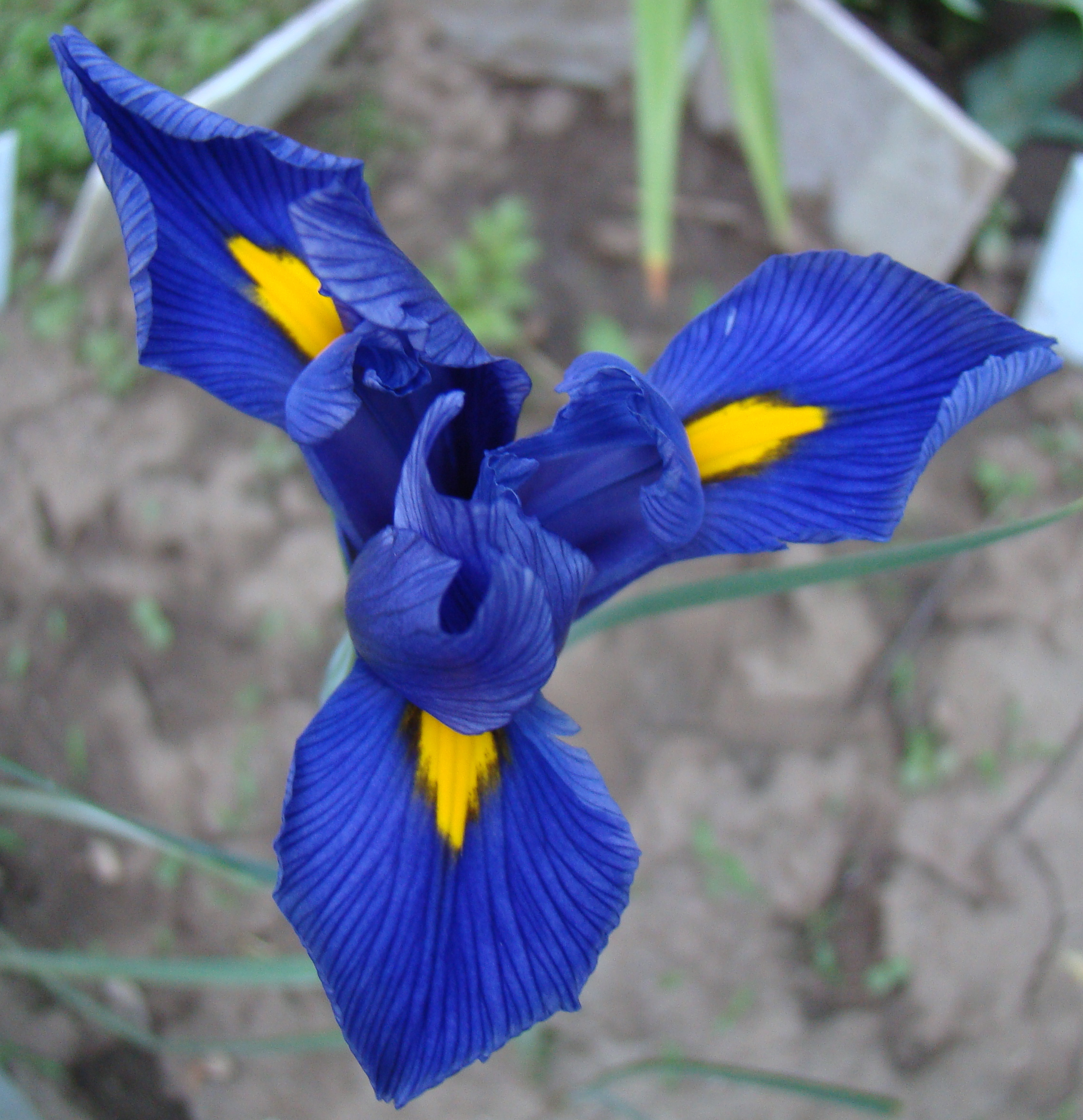
Iris × hollandica 'Blue Pearl'

## Fordítás
- Ez a szócikk részben vagy egészben  az   Iris × hollandica című angol Wikipédia-szócikk ezen változatának fordításán alapul.  Az eredeti cikk szerkesztőit annak laptörténete sorolja fel. Ez a jelzés csupán a megfogalmazás eredetét és a szerzői jogokat jelzi, nem szolgál a cikkben szereplő információk forrásmegjelöléseként.